# Малімон Іван Іванович
Іван Іванович Малімон (нар. 24 липня 1978) — український футболіст, виступав на позиції нападника.

## Життєпис
Футбольний шлях розпочав у «Темпі». Дебютував у шепетівському клубі 7 жовтня 1994 року в програному (0:1) виїзному поєдинку 12-го туру Вищої ліги України проти донецького «Шахтаря». Іван вийшов на поле на 75-ій хвилині, замінивши Олександра Ролевича. Таким чином, Малімон став третім наймолодшим футболістом, який виходив на поле у Вищій лізі (станом на 1994 рік). У першій половині сезону 1994/95 років зіграв 5 матчів у Вищій лізі України та 2 поєдинки у кубку України. На початку листопада 1994 року зіграла 1 матч в аматорському чемпіонаті України за «Енергетик» (Нетішин). Влітку 1995 року внаслідок об'єднання «Темпа» з хмельницьким «АДВІСом» опинився в об'єднаному «Темп-АДВІСі». У футболці нової хмельницької команди дебютував 4 серпня 1995 року в програному (0:1) виїзному поєдинку 1-го туру Першої ліги України проти кременчуцького «Нафтохіміка». Малімон вийшов на поле на 83-ій хвилині, замінивши Юрій Кривченка. У першій половині сезону 1995/96 років зіграв 15 матчів у Першій лізі та 1 поєдинок у Другій лізі України за «Темп-АДВІС-2».
У другій половині сезону 1995/96 років «Темп-АДВІС» припинив існування, а Малімон провів 7 матчів за баранівський «Керамік».
Напередодні старту сезону 1996/97 років приєднався до «Поділля». Дебютував у футболці хмельницького клубу 4 серпня 1996 року в програному (0:1) домашньому поєдинку Першої ліги України проти житомирського «Хіміка». Іван вийшов на поле в стартовому складі, а на 77-ій хвилині його замінив Павла Широкордюка. Дебютним голом у професіональному футболі відзначився 1 квітня 1997 року в переможному (3:1) домашньому поєдинку 28-го туру Першої ліги України проти ужгородської «Верховини». Малімон вийшов на поле в стартовому складі, а на 86-ій хвилині його замінив Дмитра Кварцяного. У сезоні 1996/97 років зіграв 24 матчі (6 голів) у Першій лізі, ще 1 поєдинок провів у кубку України.
Наприкінці липня 1997 року підсилив «Торпедо». У Вищій лізі України дебютував 3 серпня 1997 року в програному (0:5) виїзному поєдинку 5-го туру проти одеського «Чорноморця». Іван вийшов на поле на 61-ій хвилині, замінивши Василя Сторчака. У серпні 1997 року зіграв 2 матчі у Вищій лізі України. Навесні 1998 року перебрався в ЦСКА. Дебютував у футболці київського клубу 9 березня 1998 року в переможному (2:0) домашньому поєдинку 1/8 фіналу кубку України проти сімферопольської «Таврії». Іван вийшов на поле на 90-ій хвилині, замінивши Руслана Костишина. Дебютним голом у складі ЦСКА відзначився 10 квітня 1998 року на 17-ій хвилині переможного (1:0) виїзного поєдинку 1/4 фіналу кубку України проти дніпропетровського «Дніпра». Малімон вийшов на поле в стартовому складі, а на 74-ій хвилині його замінив Микола Ковальчук. За першу команду «армійців» зіграв 3 матчі (1 гол) у кубку України та 1 матч у Вищій лізі, ще 47 матчів (8 матчів) відіграв за ЦСКА-2 у Першій лізі України. 
У 1999 році на запрошення Реваза Дзодзуашвілі перейшла в «Сконто». У складі ризького клубу зіграв 2 матчі за молодіжну команду клубу. Другу частину сезону 1999/00 років провів у нижчоліговому грецькому клубі «Едессаїкос» (Едесса), за який провів 6 матчів. У 2000 році на запрошення Реваза Дзодзуашвілі переходить в «Аль-Іттіхад» (Джидда). Партнером Івана в «Аль-Іттіхаді» був Роберто Донадоні. За декілька місяців у саудівській Прем'єр-лізі зіграв 7 матчів, в яких відзначився 10-ма голами.
У 2001 році повернувся до України, виступав в аматорському чемпіонаті України за «Лужани» та «Нива-Текстильник» (Дунаївці). На початку серпня 2002 року підсилив ЦСКА, за який зіграв 1 матч у кубку України. Наприкінці серпня 2002 року перейшов у «Поділля», але за хмельницьку команду не зіграв жодного офіційного матчу. Наприкінці березня 2003 року став гравцем бородянської «Системи-Борекс», за яку зіграв 1 матч у Першій лізі. У березні 2003 року став гравцем «Металіста». У футболці харківського клубу дебютував 20 квітня 2003 року в програному (0:2) домашньому поєдинку Вищої ліги проти дніпропетровського «Дніпра». Іван вийшов на поле на 65-ій хвилині, замінивши Андрія Березовчука. Цей поєдинок виявився єдиним для напапдника в перішій команді «Металіста», у травні 2003 року провів 3 поєдинки за «Металіст-2» у Другій лізі України.
У липні 2003 року підсилив «Красилів-Оболонь». За нову команду дебютував 18 липня 2003 року в нічийному (0:0) домашнього поєдинку 1-го туру Першої ліги України проти львівських «Карпат-2». Малімон вийшов на поле на 46-ій хвилині, замінивши Михайла Слободяна. Дебютним голом за красилівський клуб 10 серпня 2003 року на 45-ій та 86-ій хвилинах переможного (2:0) виїзного поєдинку 1/32 фіналу кубку України проти роменського «Електрона». малімон вийшов на поле в стартовому складі та відіграв увесь матч. У липні—вересні 2003 року зіграв 9 матчів у Першій лізі, ще 2 поєдинки (3 голи) провів у кубку України.
Наприкінці липня 2005 року перейшов в «Енергію». Дебютував за южноукраїнський клуб 6 серпня 2005 року в переможному (2:1) виїзному поєдинку 1-го туру групи Б Другій лізі України проти білоцерківської «Росі». Іван вийшов на поле в стартовому складі, на 31-ій хвилині відзначився голом, на 69-ій хвилині отримав жовту картку, а на 90-ій хвилині його замінив Вадима Гетьмана. У серпні — жовтні 2005 року зіграв 9 матчів (1 гол) у Другій лізі України. Наприкінці березня 2006 року підсилив «Хімік». Дебютував за красноперекопський клуб 25 березня 2006 року в програному (0:1) домашньому поєдинку 16-го туру групи Б Другої ліги проти херсонського «Кристалу». Іван вийшов на поле в стартовому складі та відіграв увесь матч. Дебютними голами за «Хімік» відзначився на 24-ій, 43-ій та 53-ій хвилині переможного (4:0) домашнього поєдинку 18-го туру групи Б Другої ліги України проти криворізького «Гірника». Іван вийшов на поле в стартовому складі та відіграв увесь матч. У другій частині сезону 2005/06 років зіграв 9 матчів та відзначився 5-ма голами. По завершенні сезону закінчив футбольну кар'єру.